# Nick Blood
Nicholas Blood, detto Nick (Londra, 20 marzo 1982), è un attore britannico.

## Biografia
Nato a Londra, Regno Unito, Blood esordisce come attore nella serie televisive BBC Metropolitan Police (2009) e Material Girl (2010). Successivamente compare nel ruolo di protagonista in Backbeat, rappresentazione teatrale ispirata a Stuart Sutcliffe; per prepararsi al ruolo, Blood impara a suonare la chitarra e, in seguito, diviene manager di un gruppo musicale rock: i Friendship.
Nel 2011 compare in un episodio di Misfits, mentre fino al 2012 entra a far parte del cast regolare di Trollied e, nel 2013, ha un ruolo ricorrente nella sitcom Him & Her al fianco di Sarah Solemani e Russell Tovey. L'anno seguente compare nella serie Babylon e viene scritturato per interpretare Lance Hunter nella serie Marvel Agents of S.H.I.E.L.D.

## Filmografia

### Attore

#### Cinema
- Spike Island, regia di Mat Whitecross (2012)
- X Moor, regia di Luke Hyams (2014)
- Between Places, regia di Iain Finlay e Ian Finlay (2014)
- Commitment, regia di Sophie Park (2014)
- Brand New-U, regia di Simon Pummell (2015)
- Still, regia di Takashi Doscher (2018)
- Say My Name, regia di Jay Stern (2018)
- Body of Water, regia di Lucy Bridon (2020)
- The Offering, regia di Oliver Park (2023)

#### Televisione
- Metropolitan Police (The Bill) – serie TV, 2 episodi (2009)
- Material Girl – serie TV, 6 episodi (2010)
- Stanley Park, regia di Misha Manson-Smith – film TV (2010)
- Combat Kids – serie TV, 3 episodi (2010)
- Misfits – serie TV, episodio 3x05 (2011)
- Trollied – serie TV, 26 episodi (2011-2013)
- Public Enemies – serie TV, 2 episodi (2012)
- Him & Her – serie TV, 5 episodi (2013)
- The Bletchley Circle – serie TV, 4 episodi (2014)
- Babylon, regia di Danny Boyle, Sally El Hosaini e Jon S. Baird – miniserie TV (2014)
- Shamed, regia di Anthony Philipson – film TV (2017)
- Agents of S.H.I.E.L.D. – serie TV, 35 episodi (2014-2017)
- Euphoria – serie TV, 5 episodi (2019-2022)
- Strike – serie TV, 4 episodi (2020)
- Close to Me, regia di Michael Samuels – miniserie TV (2021)
- Andor – serie TV, episodi 1x05-1x06 (2022)
- Rain Dogs – serie TV, episodi 1x01-1x03 (2023)
- Slow Horses – serie TV, 4 episodi (2023)
- La chimica della morte (The Chemistry of Death), regia di Richard Clark – miniserie TV, 4 episodi (2023)
- The Day of the Jackal – serie TV, 6 episodi (2024)

### Doppiatore
- Dragon Age: Inquisition – videogioco (2014)
- Vampyr – videogioco (2018)
- Final Fantasy XVI – videogioco (2023)

## Doppiatori italiani
Nelle versioni in italiano delle opere in cui ha recitato, Nick Blood è stato doppiato da:
- Marco Vivio in The Offering, The Day of the Jackal
- David Chevalier in Agents of S.H.I.E.L.D.
- Stefano Crescentini in Euphoria
- Paolo De Santis in Andor